# グレイン・ノート
グレイン・ノート（英: Grain Note）は、1984年に信州松本市の中町商店街に設立された工芸店である。日本の木工家個人・家族の組み合わせによる、民間のクラフト製造と販売のための共同運営組織という特色を持っている。

## 概要
グレイン・ノートは指田哲生、羽柴完、三谷龍二、横山浩司の４氏によって、1983年に軽井沢に結成された「デニス」を前身として、木工品・工芸品・家具の「展示」「直販」を目的とし、翌1984年松本市中町通りに設立された。
主たる事業としては、木工品・工芸品・家具の「常設展示」「注文受付」「直接販売」「修理・修復」が行われると同時に、定期的年次イベントとして「グレイン・ノート椅子展」「工芸の五月：はぐくむ工芸―子ども椅子展」が２階ギャラリーで開催されてきている。また、不定期のイベントとして、手芸・絵画・陶芸などの各種工芸品の展示・即売会も行われてきた。
グレイン・ノートは、複数の木工製作者自身が共同で、常設展示・直販も同時に担当するという点で、日本において極めて稀有な存在であり、40年以上にわたる特色ある組織形態を維持している。

## 来歴
1984年7月に、四人の若い木工製作者が、奥様方の協力のもとに、自分たちの製作した木工品・家具を常設展示し即売するという、当時の木工界の常識としては成立するはずがない、夢のような場所として、「グレイン・ノートGrain Note」工芸店が、信州松本市の中町通りにつくられた。
設立当時の意気込みが感じられるのは、メンバー全員が参加したグレイン・ノート2階ギャラリーの改装だったと『なぜ椅子をつくるのか－松本グレイン・ノートの椅子製作者たち』で回想・描写されている。それによると、店の2階には、六畳の日本間が二つ、押入れをはさんであったのだが、この空間を展示ギャラリーに変えたのだ。山間部の学校が廃校になり、体育館の板張り床材が手に入り、総勢8名（当初、指田哲生、羽柴完、三谷龍二、横山浩司の４人と、その後、蒔田卓坪、日高英夫、谷口（松野）泉、隅田朋之の各氏が運営に加わる）で、三日間で一気に床を張り替えた。今でも、体育館時代の白や黄色のラインマーカーがギャラリーの床に残っており、木を中心に結ばれた製作者たちと店とギャラリーの成り立ちを象徴している。
床材は、相欠きになっていて、板と板をつなぐ釘が表には現れないところが、グレイン・ノートの出現と同じなのだ。この床材をつなぐ釘のみえない構造と同じように、木工品を作る製作者の現場でも、表には現れない木工家と椅子・家具などの木工品との関係、木工家同士の内的相互関係、さらには木工家と利用者との外的関係がこの店で積み重ねられてきたのだ。床板の一枚一枚が異なる木理を持っているように、椅子や家具や木工品がつなぐ、このグレイン・ノートのあり方も多様なのだ。けれども、異なる木理の板が重ねられ床を形成するように、多重にして多様なグレイン・ノートという店が開かれ続け、製作者と販売者の共通の場所というものが造られてきた。グレイン・ノートの椅子や家具や木工品をつなぐ木工家たちがどのように結び付けられきたのかは、外から見ても容易にはわからないかもしれないが、緊密につながった見えない構造がそこにあり続けたからこそ、グレイン・ノートは続いてきたといえる。

## 工芸店の運営
グレイン・ノートは、松本市の中町通りの工芸店として、当初、指田哲生、羽柴完、三谷龍二、横山浩司の４人によって設立運営され、その後、蒔田卓坪、日高英夫、谷口（松野）泉、隅田朋之の各氏が運営に加わった。この運営は自然発生的であるという特性は見られるのだが、いわゆるワーカーズ・コレクティブに近似した組合方式の運営であるといえる。40年の間には、運営メンバーの頻繁な異動があったが、指田哲生の一貫した運営主導と、製造と販売を併せ持つ運営形態には変わりがなかった。
工芸店では、運営の中心メンバーによる椅子・家具の直販だけでなく、カトラリー・ブローチなどの木工品の小物などの販売も行われている（牧瀬昌弘、牧瀬福次郎、木村毅、指田哲生、谷口泉、羽柴完、羽柴弦、矢倉保男、柳沢靖、橋本源三郎、松岡索、小林佐恵子、酒井隆司、園田勝幸、寺下健太、増山博、新海秀、清水俊行、鈴木 潤吾）。加えて、岡本一道（天池窯）、砂田政美（沙鴎窯）、田中一光（田中一光製陶所）による陶磁器販売、槙佳子、石曽根早苗による手工芸販売、木村明、井之下翔、前田一郎によるガラス工芸品販売、松尾三千子による七宝販売も行われている。2008年までに６回のグレイン・ノート椅子展が不定期に開催された。同時に、グレイン・ノートメンバーによる「クラフトフェアまつもと」への出展参加と事務局運営参加などが継続して行われた。
おおよそ十年ごとに転換期が訪れ、蒔田加代が「クラフトフェアまつもと」の事務局として、グレイン・ノートの一部を借りたこともあった。そして、グレイン・ノートは指田家と日高家による運営体制へ移るが、2001年には日高英夫は運営から外れ、指田哲生・益子による運営の時代を迎える。
2008年から「グレイン・ノート椅子展」の再開。また、2012年から松本市美術館での「子ども椅子展（「工芸の五月」企画の「はぐくむ工芸」）」が定期的に始まり、毎年同展は美術館開催後にグレイン・ノート2階ギャラリーでも巡回開催されてきている。2020年3月には、指田益子が運営から抜け、若手へのバトンタッチが行われる。指田家（指田哲生・指田量平）・羽柴家（羽柴完・羽柴弦）・牧瀬家（牧瀬昌弘・牧瀬福次郎）の３家族体制へ移行する。2024年から３家族に加えて、酒井隆司が運営に加わる。

## 組織の特徴
グレイン・ノートは従来からあるような木工専門の製造企業でも株式会社組織でもない。単独の個人工房でもないし、ましてや販売の専門店でもない。それらの中間の（家族を含む）個人工房による製造と組合形態の販売店が、組み合わさった組織として、グレイン・ノートは形成された点で、当時も今日もユニークな木工家組織である。複数の製作者が当番制で販売者を兼ね、製作者同士が互いに補完し助け合うという形態は、当時から日本木工界では珍しい運営組織形態だった。
このグレイン・ノートという場所の効用は、第１に家具・木工品の展示場という「製作者の場所」を提供していることだ。従来、木工家個人が他のギャラリーを借りて、それぞれ独立の個展を開いていたが、グレイン・ノートでは常設の展示場を手にいれたことになる。
第２に、家具・木工品の販売店という「販売者の場所」の利点があることだ。木工製作者は従来、販売・流通に関しては、専門の販売・流通組織に委ねることが習慣化しており、自ら営業を行うことには限界が多かった。このため、価格の５割程度が販売・流通・在庫などの取引コストにかかっていた。グレイン・ノートは直販をすることによって、この取引費用を縮減することを目指した。
第３に、グレイン・ノートが広範なネットワークの拠点という「製作者と顧客との接点の場所」となったことだ。グレイン・ノートのメンバーはほぼ同時に発足した「クラフトフェアまつもと」の運営メンバーとしても役割をもった。製作者がイベントを通じることによって、常設展示以外においても、従来から製作者が不得手としていた営業活動を行うことができるチャンスがフェアという場にはあった。つまり、顧客との出会いの場が多様に用意された場として、グレイン・ノートは存在意義をもったといえる。

## グレイン・ノート誕生の背景
なぜ1980年代という、高度成長期が終わった低成長時代にこのグレイン・ノートが始まったのだろうか。それは日本の木製家具製造業の全体を見渡すとよくわかる。1980年代になると、大手の大規模木工製造企業は、生産性をかなり伸ばして、大量生産体制を整えていったのだが、中規模な企業には力がなく、バタバタと倒れていった。逆に、大手でもない、中規模でもない、個人あるいは二、三人で行なっている小さな工房はそれなりに生き残ってきていたばかりではなく、存在感を示し始めていたことが統計などによって確かめられてきている。
なぜ生産性のあまり上がらない、労働集約的な、個人あるいは少人数の家具製造が維持されてきたのかが問題だった。個人工房が個展を開き、顧客を獲得し、付加価値の高い注文家具の需要を伸ばしてきたという、小規模経営・小規模生産であることがその理由なのだが、それだけでは応えることができない運営のなぞが小集団・小集合体として成り立っていたグレイン・ノートには存在した。それは見えない形で木工家たちを結びつけてきたことが貢献したことであり、この集まりには、何か特有なものが存在するのはたしかだが、果たしてそれは何なのだろうか。そして、なぜ椅子をつくり同時に販売し続けてきたのだろうか。
それは、「なぜ椅子をつくるのか」という問いに対する彼らの答えの中にある。（１）一つには、グレイン・ノートとかれらの工房は労働集約的な小規模経営にもかかわらず、機械生産に大規模な資本を投資することなく、労働に関する付加価値率の高い生産を維持するという利点があった。（２）もう一つには、個別注文を受けることによって、家具卸業などへの流通コストを削減し、その中間マージンを排除し、全体としての取引費用縮減を図ってきたメリットがあった。そして、（３）さらに上記でも指摘したように、複数の生産者が多様なネットワークを組んで展示会・イベントを行う効果がみられた点に、小規模生産の生き残ってきた秘密があったといえる。
椅子展開催の視点から、日本全体を眺めると、グレイン・ノート誕生の背景とその先駆性がみえてくる。従来から、北欧椅子などの内外の名作椅子を展示する椅子展は開催されてきていたが、この時代に至って、日本オリジナルな木製椅子の展示が、作家の個展以外にもグループ展として開催されるようになってきた。たとえば、神戸の「一脚展」、京都の「きょうと椅子」展、高山の「高山椅子展」、名古屋の「木の家具40人展」などをあげることができる。グレイン・ノート椅子展は、これらの椅子展開催の動きに先んじた定期的グループ展であるといえる。

## グレイン・ノートのイベント一覧
| 期間                  | イベント名称                             | 内容                                                         | 主催者と関連人物 |
| 2008年5月3日-18日     | グレイン・ノート椅子展（2008年）         | 展示・即売                                                   | 木工作家20名（小田時男・金澤知之・木村毅・小林佐恵子・小山利明・指田哲生・酒井隆司・菅野貴峰・隅田朋之・園田勝幸・谷口泉・羽柴完・日高英夫・蒔田卓坪・牧瀬昌弘・増山博・松本勝行・森山憲二・山形英三・横山浩司）                                                                                              |
| 2009年9月17日-27日    | グレイン・ノート椅子展（2009年）         | 展示・即売                                                   | 木工作家22名（太田健・小田時男・金澤知之・木村毅・小林一夫・小林佐恵子・小山利明・指田哲生・酒井隆司・菅野貴峰・園田勝幸・谷口泉・豊福重徳・羽柴完・藤牧敬三・蒔田卓坪・牧瀬昌弘・増山博・松本勝行・森山憲二・山形英三・横山浩司）                                                                            |
| 2010年9月18日-26日    | グレイン・ノート椅子展（2010年）         | 展示・即売                                                   | 木工作家22名(太田健・小田時男・金澤知之・木村毅・小林一夫・小山利明・指田哲生・菅野貴峰・園田勝幸・谷口泉・寺下健太・豊福重徳・羽柴完・羽柴弦・藤牧敬三・牧瀬昌弘・増山博・松本勝行・森山憲二・山形英三・横山浩司）                                                                                           |
| 2011年9月17日-25日    | グレイン・ノート椅子展（2011年）         | 展示・即売                                                   | 木工作家22名(太田健・小田時男・金澤知之・木村毅・小林一夫・小山利明・酒井隆司・指田哲生・菅野貴峰・園田勝幸・谷口泉・寺下健太・豊福重徳・羽柴完・羽柴弦・花塚光弘・藤牧敬三・牧瀬昌弘・増山博・森山憲二・山形英三・横山浩司）                                                                                 |
| 2012年4月30日まで     | 古い着物地を使った洋服や小物の展示会     | 展示・販売(+コサージュ作りのワークショップ）                 | 大谷直子・清水博子 |
| 2012年6月15日-30日    | はぐくむ工芸ー子ども椅子展第２回（後半） | 子ども椅子52脚の展示・即売(+野草の水彩画展示：奥村あさ子）   | 木工作家23名(太田健・小田時男・片岡紀仁・金澤知之・木村毅・小林一夫・小山利明・酒井隆司・指田哲生・すがのたかね・園田勝幸・谷口泉・寺下健太・豊福重徳・羽柴完・羽柴弦・日高英夫・藤牧敬三・牧瀬昌弘・増山博・松本勝行・山形英三・飯島豊文・矢倉保男）                                                         |
| 2012年9月15日-23日    | グレイン・ノート椅子展（2012年）         | 展示・即売                                                   | 木工作家20名(太田健・小田時男・片岡清英・金澤知之・木村毅・小林一夫・小山利明・指田哲生・園田勝幸・谷口泉・寺下健太・豊福重徳・羽柴完・羽柴弦・藤牧敬三・牧瀬昌弘・増山博・松本勝行・森山憲二・山形英三） |
| 2013年6月12日まで     | 着物リメークの展示会                     | リメーク着物約50点展示・販売(+コサージュ作りの講習会）       | 大谷直子・清水博子 |
| 2013年9月14日-23日    | グレイン・ノート椅子展（2013年）         | 展示・即売                                                   | 木工作家21名(太田健・小田時男・片岡清英・金澤知之・木村毅・小山利明・酒井隆司・指田哲生・すがのたかね・園田勝幸・谷口泉・寺下健太・豊福重徳・羽柴完・羽柴弦・藤牧敬三・牧瀬昌弘・増山博・松本勝行・森山憲二・山形英三）                                                                                       |
| 2014年4月27日まで     | 着物リメークの展示会                     | 展示・販売(+コサージュ作りの講習会4月25-27日）               | 大谷直子・清水博子 |
| 2014年5月6日まで      | 絵画展「駄法螺・ハニーズ・バスケット」   | アクリル画約30点展示・販売                                   | 岩淵城太郎 |
| 2014年9月13日-23日    | グレイン・ノート椅子展（2014年）         | 展示・即売                                                   | 木工作家21名(太田健・小田時男・片岡清英・金澤知之・木村毅・小山利明・指田哲生・園田勝幸・谷口泉・寺下健太・豊福重徳・羽柴完・羽柴弦・藤牧敬三・藤原哲二・牧瀬昌弘・増山博・松本勝行・松山ちえみ・森山憲二・山形英三）                                                                                         |
| 2015年4月14-26日まで  | 着物リメークの展示会                     | 着物再生約80点展示・直販(+コサージュ作りの講習会4月24-26日） | 大谷直子・清水博子 |
| 2015年6月4日-30日     | はぐくむ工芸ー子ども椅子展第５回（後半） | 子ども椅子60脚の展示・即売                                   | 木工作家24名(天野拓・宇田川隆・太田健・小田時男・片岡清英・金澤知之・木村毅・小山利明・酒井隆司・指田哲生・すがのたかね・園田勝幸・谷口泉・寺下健太・豊福重徳・羽柴完・羽柴弦・藤牧敬三・藤原哲二・牧瀬昌弘・増山博・松山ちえみ・矢倉保男・山形英三）                                                         |
| 2015年9月19日-27日    | グレイン・ノート椅子展（2015年）         | 展示・即売                                                   | 木工作家21名(太田健・小田時男・片岡清英・金澤知之・木村毅・酒井隆司・指田哲生・園田勝幸・谷口泉・寺下健太・羽柴完・羽柴弦・藤牧敬三・藤原哲二・牧瀬昌弘・増山博・松本勝行・松山ちえみ・森山憲二・山形英三）                                                                                                   |
| 2016年4月15-17日まで  | 着物リメークの展示会                     | 展示・直販(+コサージュ作りの講習会4月15-17日）               | 大谷直子・清水博子 |
| 2016年4月29-5月4日    | 体を優しく支えてくれる椅子展             | 展示・即売                                                   | 木楽工房・山形英三 |
| 2016年5月12日-6月30日 | はぐくむ工芸ー子ども椅子展第６回（後半） | 子ども椅子66脚の展示・即売                                   | 木工作家25名(浅村治利・天野拓・宇田川隆・太田健・小田時男・片岡清英・金澤知之・木村毅・酒井隆司・指田哲生・園田勝幸・谷口泉・寺下健太・羽柴完・羽柴弦・藤牧敬三・藤原哲二・牧瀬昌弘・増山博・松本勝行・松山ちえみ・矢倉保男・横澤孝明・山形英三・山田義明）                                                   |
| 2016年9月17日-25日    | グレイン・ノート椅子展（2016年）         | 展示・即売                                                   | 木工作家24名(浅村治利・天野拓・小田時男・片岡清英・金澤知之・木村毅・小山利明・酒井隆司・指田哲生・園田勝幸・谷口泉・寺下健太・豊福重徳・羽柴完・羽柴弦・藤牧敬三・藤原哲二・牧瀬昌弘・増山博・松本勝行・松山ちえみ・森山憲二・山形英三・横澤孝明）                                                           |
| 2017年5月15日-6月25日 | はぐくむ工芸ー子ども椅子展第７回（後半） | 子ども椅子68脚の展示・即売                                   | 木工作家25名(相沢和寿・浅村治利・天野拓・宇田川隆・小田時男・片岡清英・金澤知之・木村毅・小山利明・酒井隆司・指田哲生・園田勝幸・竹下賢一・谷口泉・寺下健太・豊福重徳・羽柴完・羽柴弦・藤牧敬三・藤原哲二・牧瀬昌弘・増山博・松山ちえみ・矢倉保男・山形英三）                                                 |
| 2017年9月16日-24日    | グレイン・ノート椅子展（2017年）         | 展示・即売                                                   | 木工作家23名(浅村治利・天野拓・小田時男・片岡清英・金澤知之・木村毅・小山利明・酒井隆司・指田哲生・島村克一・園田勝幸・谷口泉・寺下健太・豊福重徳・羽柴完・羽柴弦・藤牧敬三・藤原哲二・牧瀬昌弘・増山博・森山憲二・山形英三・横澤孝明）                                                                       |
| 2018年5月17日-6月24日 | はぐくむ工芸ー子ども椅子展第8回（後半）  | 子ども椅子65脚の展示・即売                                   | 木工作家25名(相沢和寿・浅村治利・宇田川隆・小田時男・小原実・片岡清英・金澤知之・木村毅・小山利明・酒井隆司・指田哲生・島村克一・園田勝幸・竹下賢一・谷口泉・塚本久雄・寺下健太・豊福重徳・西村健児・羽柴完・羽柴弦・藤牧敬三・藤原哲二・牧瀬昌弘・牧瀬福次郎・松山ちえみ・矢倉保男・山形英三）               |
| 2018年7月6日-9日      | 大倉佳代子作品展                         | 草木染めの衣類や敷物約50 点の展示販売                        | 染色家・大倉佳代子 |
| 2018年9月15日-24日    | グレイン・ノート椅子展（2018年）         | 展示・即売                                                   | 木工作家25名(浅村治利・天野拓・奥田忠彦・小田時男・小原実・片岡清英・金澤知之・木村毅・小山利明・酒井隆司・指田哲生・杉本寛二・島村克一・園田勝幸・谷口泉・寺下健太・豊福重徳・羽柴完・羽柴弦・藤牧敬三・藤原哲二・牧瀬昌弘・森山憲二・山形英三・横澤孝明）                                                   |
| 2019年3月30日-4月1日  | 奥村あさ子作品展                         | 水彩画・銅版画約70点                                         | 水彩画家・奥村あさ子 |
| 2019年5月5日まで      | 田中一光個展第10回                       | 水色のカップや皿などの新作                                   | 陶芸作家・田中一光 |
| 2019年5月16日-6月23日 | はぐくむ工芸ー子ども椅子展第9回（後半）  | 子ども椅子60脚の展示・即売                                   | 木工作家26名(宇田川隆・小田時男・小原実・片岡清英・金澤知之・木村毅・小山利明・酒井隆司・指田哲生・島村克一・鈴木潤吾・田島然・谷口泉・寺下健太・豊福重徳・西村健児・羽柴完・羽柴弦・藤牧敬三・藤原哲二・牧瀬昌弘・牧瀬福次郎・増山博・矢倉保男・山形英三）                                                   |
| 2019年9月14日-23日    | グレイン・ノート椅子展（2019年）         | 展示・即売                                                   | 木工作家25名(浅村治利・奥田忠彦・小田時男・小原実・片岡清英・金澤知之・木村毅・小山利明・酒井隆司・指田哲生・島村克一・谷口泉・寺下健太・豊福重徳・西村健児・羽柴完・羽柴弦・藤牧敬三・藤原哲二・牧瀬昌弘・牧瀬福次郎・増山博・森山憲二・山形英三・横澤孝明）                                                 |
| 2020年10月31日まで    | はぐくむ工芸ー子ども椅子展第10回         | 子ども椅子50脚の展示・即売                                   | 木工作家27名 |
| 2021年5月1日-31日     | はぐくむ工芸ー子ども椅子展第11回         | 子ども椅子65脚の展示・即売                                   | 木工作家26名(宇田川隆・奥田忠彦・小田時男・小原実・片岡清英・金澤知之・木村毅・コバヤシユウジ・小山利明・酒井隆司・指田哲生・島村克一・鈴木潤吾・竹下賢一・田島燃・谷口泉・寺下健太・羽柴完・羽柴弦・橋本源三郎・藤原哲二・牧瀬福次郎・牧瀬昌弘・増山博・矢倉保男・山形英三）                                 |
| 2023年5月30日まで     | はぐくむ工芸ー子ども椅子展第12回         | 子ども椅子51脚の展示・即売                                   | 木工作家24名 |
| 2023年9月18日まで     | 女性4人のグループ展                      | 約60点の銅版画                                               | 倉澤紀美代、他3人 |
| 2024年5月9日-28日     | はぐくむ工芸ー子ども椅子展第13回(後半）  | 子ども椅子の展示・即売                                       | 木工作家29名(宇田川隆・奥田忠彦・小田時男・小原実・片岡清英・片岡紀子・金澤知之・小尾口達貴・コバヤシユウジ・小林学文・小山利明・酒井隆司・指田哲生・鈴木潤吾・須長檀・竹下賢一・田島燃・谷口泉・土屋伸顕・寺下健太・羽柴完・羽柴弦・藤牧敬三・橋本源三郎・牧瀬福次郎・増山博・矢倉保男・山形英三・脇山夕佳） |

（注）上記表のイベントの名称・内容・主催者と関連人物に関する報道記事については、以下の日刊紙『市民タイムズ』の記事とグレイン・ノート発行DM報道資料を参考にしている。
2008年5月3日-18日グレイン・ノート椅子展（2008年）報道資料、2009年9月17日-27日グレイン・ノート椅子展（2009年）報道資料、2010年9月18日-26日グレイン・ノート椅子展（2010年）報道記事、2011年9月17日-25日グレイン・ノート椅子展（2011年）報道記事、2012年4月30日古い着物地を使った洋服や小物の展示会	展示・販売(+コサージュ作りのワークショップ）報道記事、2012年6月15日-30日はぐくむ工芸ー子ども椅子展第２回（後半）報道記事、2012年9月15日-23日グレイン・ノート椅子展（2012年）報道資料、2013年6月12日まで着物リメークの展示会報道記事、2013年9月14日-23日グレイン・ノート椅子展（2013年）報道資料、2014年4月27日まで着物リメークの展示会報道記事、2014年5月6日まで絵画展「駄法螺・ハニーズ・バスケット」報道記事、2014年9月13日-23日グレイン・ノート椅子展（2014年）報道資料、2015年4月14-26日まで着物リメークの展示会報道記事、2015年6月4日-30日はぐくむ工芸ー子ども椅子展第５回（後半）報道記事、2015年9月19日-27日グレイン・ノート椅子展（2015年）報道資料、2016年4月15-17日まで着物リメークの展示会報道記事、2016年4月29-5月4日体を優しく支えてくれる椅子展報道資料、2016年5月12日-6月30日はぐくむ工芸ー子ども椅子展第６回（後半）報道記事、2016年9月17日-25日グレイン・ノート椅子展（2016年）報道資料、2017年5月15日-6月25日はぐくむ工芸ー子ども椅子展第７回（後半）報道記事、2017年9月16日-24日グレイン・ノート椅子展（2017年）報道資料、2018年5月17日-6月24日はぐくむ工芸ー子ども椅子展第8回（後半）報道記事、2018年7月6日-9日大倉佳代子作品展報道記事、2018年9月15日-24日グレイン・ノート椅子展（2018年）報道資料、2019年3月30日-4月1日奥村あさ子作品展報道記事、2019年5月5日まで田中一光個展第10回報道記事、2019年5月16日-6月23日はぐくむ工芸ー子ども椅子展第9回（後半）報道記事、2019年9月14日-23日グレイン・ノート椅子展（2019年）報道資料、2020年10月31日まではぐくむ工芸ー子ども椅子展第10回報道記事、2021年5月1日-31日はぐくむ工芸ー子ども椅子展第11回報道記事、2023年5月30日まではぐくむ工芸ー子ども椅子展第12回報道記事、2023年9月18日まで女性4人のグループ展報道記事、2024年5月9日-28日はぐくむ工芸ー子ども椅子展第13回(後半）報道資料